# Paul Huvelin
Paul Huvelin (Chorey-les-Beaune, 22 juli 1902 - Parijs, 8 oktober 1995) was een Frans bestuurder.

## Levensloop
Hij liep school op de École polytechnique en was gedelegeerd bestuurder van 'Energie Electrique du Nord de la France' van 1940 tot 1946). Hierop aansluitend was hij vicevoorzitter van Kleber-Colombes, waar hij in 1959 het voorzitterschap opnam. In 1966 werd hij voorzitter van de Conseil national du patronat français (CNPF) in opvolging van Georges Villiers, een functie die hij uitoefende tot 1972. Hij werd opgevolgd in deze hoedanigheid door François Ceyrac.
In 1971 werd hij aangesteld als voorzitter van de Europese werkgeversorganisatie UNICE, een functie die hij uitoefende tot 1975. Hij volgde in deze hoedanigheid de Duitser Fritz Berg op, zelf werd hij opgevolgd door de Belg Pol Provost.